# Silent Nation
A Silent Nation az Asia 2004-es stúdiólemeze, melyet az InsideOut adott ki. Az album a populárisabb progresszív rock keretein belül működik, a zenészek jobban visszanyúlnak rock gyökereihez, mint azt korábban tették.

## Számok listája
1. What About Love? (Payne/Downes)
2. Long Way from Home (Payne/Downes)
3. Midnight (Payne/Downes)
4. Blue Moon Monday (Payne/Downes)
5. Silent Nation (Payne/Downes)
6. Ghost in the Mirror (Payne/Downes/Sherwood)
7. Gone Too Far (Payne/Downes)
8. I Will Be There for You (Payne/Downes/Sherwood)
9. Darkness Day (Payne/Downes)
10. The Prophet (Payne/Downes)

## Közreműködő zenészek
- Geoffrey Downes – billentyűs hangszerek
- John Payne – ének, basszusgitár
- Guthrie Govan – gitár
- Chris Slade – dob
- Billy Sherwood – gitár